# Alexander Nasmyth

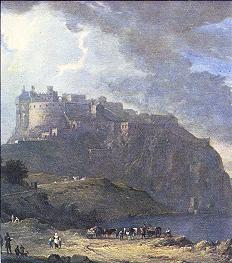
Il Castello di Edimburgo e la rocca di Nor'Loch, circa 1780.

Alexander Nasmyth (Edimburgo, 9 settembre 1758 – Edimburgo, 10 aprile 1840) è stato un pittore scozzese, specializzato in ritratti e paesaggi, detto il padre del paesaggio scozzese.

## Biografia
Nato ad Edimburgo, studiò alla Royal High School a alla Trustees' Academy con Alexander Runciman, all'età di sedici anni, mentre faceva apprendistato presso un costruttore di carrozze, venne notato dal pittore Allan Ramsay, che lo portò con sé a Londra e lo inserì nella sua bottega e gli fece dipingere piccole porzioni di suoi lavori. Tornato ad Edimburgo nel 1778 e venne aiutato a perfezionarsi come pittore di ritratti. Assistette il signor Miller di Dalswinton, nelle sue ricerche ed esperimenti in qualità di disegnatore ed egli gli offrì un prestito per consentirgli di continuare i suoi studi all'estero. Così Nasmyth lasciò la Scozia nel 1782 per trasferirsi in Italia dove rimase per circa due anni.

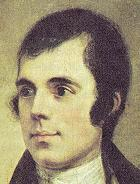
Robert Burns, 1787.

Al suo ritorno dipinse un eccellente ritratto di Robert Burns, ora esposto nella Scottish National Gallery. Le sue opinioni liberali cozzavano con i sentimenti dei suoi nobili committenti di ritratti e gli crearono grosse difficoltà nella sua attività di ritrattista. Decise così di dedicarsi alla pittura di paesaggi e non disdegnò, per motivi economici, di dipingere scenari per attività teatrali. Egli è stato giustamente indicato come padre della pittura paesaggistica scozzese.
La sua opera venne impiegata, dalla nobiltà scozzese, nella elaborazione delle dimore in tutta la Scozia in veste di architetto. Suoi sono i progetti per il Dean Bridge di Edimburgo e del St Bernard's Well nella stessa città.